# Křížová cesta (Nezdín)
Křížová cesta v Nezdíně u obce Prosíčka na Havlíčkobrodsku se nachází 500 metrů jihovýchodně od obce v lesním údolí v Poutním místě.

## Historie
Křížová cesta byla postavena roku 2006. Vede nad kaplí a tvoří ji čtrnáct křížů na kamenných podstavcích, rozmístěných na okruhu asi 500 metrů dlouhém. Nové železné kříže zhotovil pan Pejchar z Kunemile, staré kamenné podstavce zrestauroval kameník Jaroslav Fieger ze Světlé nad Sázavou.

### Poutní místo
Ke studánce v lese chodili poutníci pro „zázračnou vodu“. Nad studánkou stál roubený přístřešek a vedle dřevěný pomníček s obrazem Panny Marie. Z iniciativy číhošťského faráře Františka Boháče byla v letech 1928 až 1929 v místě postavena kaple, do které byl umístěn litinový kříž. Roku 1929 byla kaple slavnostně vysvěcena.
Po 2. světové válce byla procesí zakázána. Pouť, které se zúčastnilo přes šest tisíc věřících, se konala roku 1968, kdy mši sloužil opat želivského kláštera Vít Tajovský.
Ke kapli se koná pouť každoročně v červnu, sedmou neděli po Velikonocích.

### Okolí
Turistická trasa, která prochází Poutním místem, nese jméno kněze Josefa Toufara.